# 東テキサス油田
東テキサス油田（ひがしテキサスゆでん、East Texas oil field）は、アラスカ州を除くアメリカ合衆国本土で最大で最も豊富な埋蔵量を持つ、最盛期にブラック・ジャイアントの異名を誇った巨大油田。テキサス州のグレッグ郡中部、ラスク郡西部、アップシャー郡南部、スミス郡南東部、チェロキー郡北東部の一帯に位置する。1930年10月5日に発見されて以来、30,340本の油井が掘削され、14万エーカーの面積から52億バレルの原油を産出した。当時としては桁外れの産出量を持つこの油田の影響で世界の原油価格は暴落し、中小の原油業者が次々と倒産、以後石油の産出を管理する制度が整った。